# Sungari
El riu Sungari (manxú:ᠰᡠᠩᡤᠠᡵᡳ ᡠᠯᠠ; rus: Сунгари) o riu Songhua (xinès simplificat: 松花江, pinyin: Sōnghuā jiāng), també dit Haixi (xinès simplificat: 海西, pinyin: Hǎixī) o Xingal, és un dels principals rius de la Xina i l'afluent principal del riu Amur. Flueix durant 1.434 km des de les Muntanyes Changbai fins Jilin i Heilongjiang, i aboca un cabal mitjà anual de 2.463 m³.
El Sungari naix al sud del Llac Tianchi, a prop de la frontera amb Corea del Nord. La seva àrea de drenatge està separada de la conca del riu Liao per un cinturó de terreny que s'ha elevat suaument al llarg del temps geològic. L'extrema planúria ha fet que tingui molts meandres.
Des del nord, el travessen tres preses hidroelèctriques, Baishan, Hongshi i Fengman. La presa de Fengman forma un llac de 62 quilòmetres quadrats, el llac Sungari. Des de la presa, el Segon riu Sungari travessa pel nord en direcció a Jilin, i després cap al nord-oest on s'ajunta amb el major dels seus tributaris, el riu Nen, a prop de Da'an, on creen el riu Sungari pròpiament dit.
L'extrema planitud de la plana del nord-est de la Xina ha fet que el riu serpentegui al llarg del temps, omplint l'àmplia plana de braços morts, com a restes dels camins anteriors del riu.

## Origen del nom
El nom Songhua prové del nom manxú: ᡠᠩᡤᠠᡵᡳ
ᡠᠯᠠ (transcripció: sunggari ula,transcripció xinesa “松阿里乌拉”), que significa la Via Làctia (ᠰᡠᠩᡤᠠᡵᡳ ᠪᡳᡵᠠ sunggari bira.
A les dinasties del Sud i del Nord, s'anomena Nanshui (xinès simplificat: 难水); durant les dinasties Liao, Jin, Yuan, Ming i Qing, es deia Huntong Jiang (xinès simplificat: 混同江); També s'anomena Songwa Jiang (xinès simplificat: 宋瓦江) a la dinastia Ming; des de l'era Xuande, el nom es converteix en Songhua Jiang.

## Geografia
El Sungari neix al sud del Llac Tianchi, prop de la frontera entre Xina i Corea del Nord.
Des d'allà flueix cap al nord, per ser interromput per les preses hidroelèctriques de Baishan, Hongshi i Fengman. La presa de Fengman forma un llac que s'estén al llarg de 62 km. Per sota de la presa, el Segon Sungari flueix al nord a través de Jilin, després al nord-oest fins que s'uneix amb el seu afluent més gran, el riu Nen, prop de Da'an, per crear el Sungari pròpiament dit.
El Sungari gira cap a l'est a través de Harbin, i després de la ciutat, s'uneix des del sud pel riu Ashi, i després pel riu Hulan des del nord.
L'any 2007 es va construir una presa nova a prop de Bayan (50 km al nord-est de Harbin), creant l'embassament de Dadingshan, que rep el nom de la riba sud.
El riu avança a través de Jiamusi i al sud de la serralada de Xing'an Menor, per finalment unir-se a l'Amur a Tongjiang, Heilongjiang.
El riu es congela des de finals de novembre fins al març. Té els seus cabals més alts quan la neu de la muntanya es fon durant el desglaç de primavera. El riu és navegable fins a Harbin amb vaixells de mida mitjana. Les embarcacions més petites poden navegar pel Sungari fins a Jilin i pel riu Nen fins a Qiqihar.
Les ciutats al llarg del riu són:
- Jilin

- Harbin

- Jiamusi

### Afluents
Els principals afluents del Songhua són:
- L'Ashi (阿什河)
- El Hulan (呼兰河)
- Songhua secundari (第二松花江)
- El Woken (倭肯河)
- El Mudan (牡丹江) 726 km, conca hidrogràfica 44.000 km², cabal mitjà 181 km²/s
- Nen (嫩江) 1370 km, conca hidrogràfica 283.000 km², cabal mitjà 844 km²/s
- El Gan (甘河) afluent del Nen
- El Huifa (辉发河).

## Història

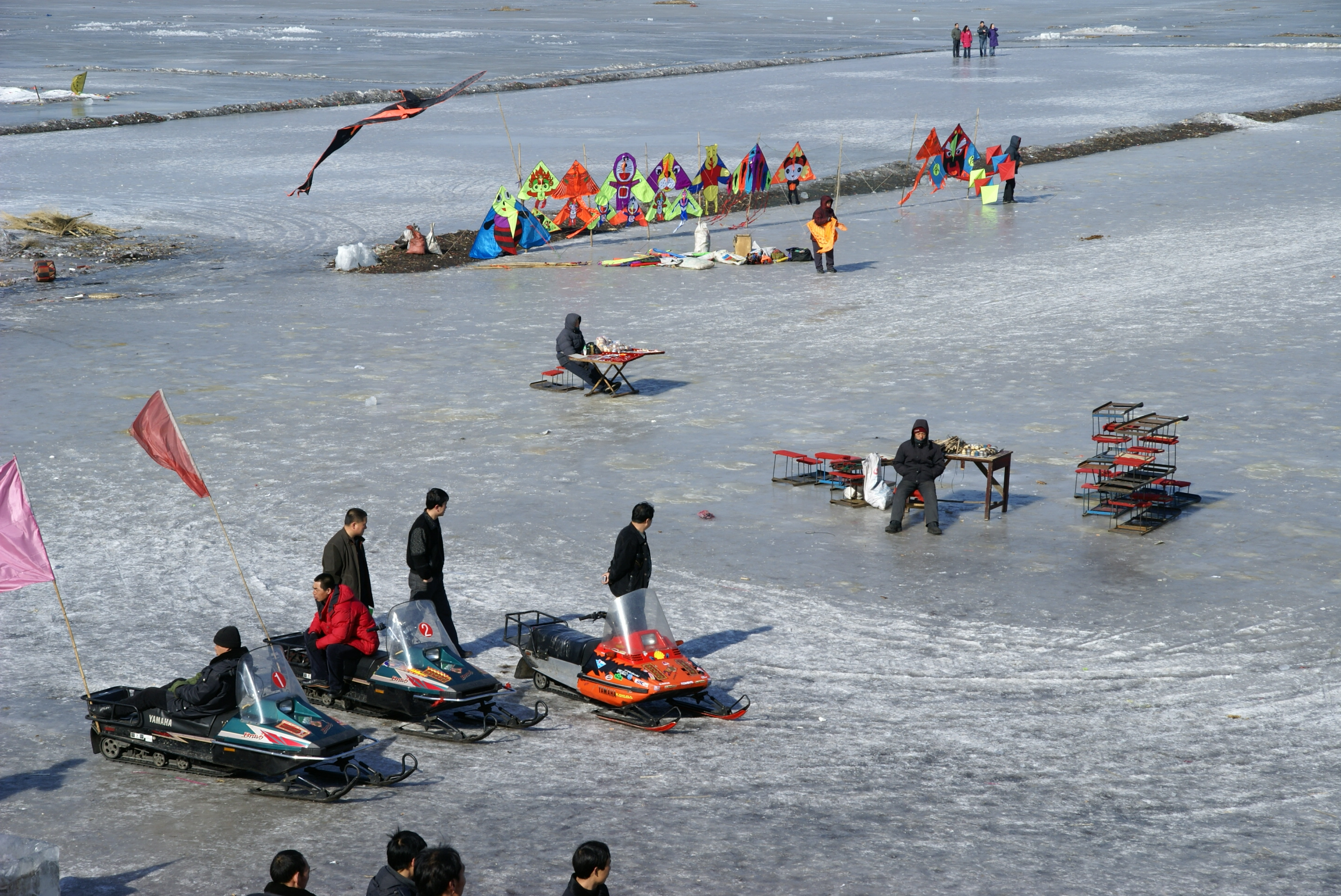
Venedors al Sungari congelat

A principis del segle xv, les flotes de l'eunuc Ishikha van baixar pel Sungari fins a l'Amur des de Jilin.
A la dècada de 1650, en relació amb les accions del destacament d'Onufrii Stepanov Kuznets, que va imposar per la força el iasak a les tribus locals que pagaven tribut a l'Imperi Qing, les autoritats Qing van reassentar la població dels aimags de Sungarian inferior a la regió de Ninguta (actual Ning'an) i només el poble fortificat de l'aimag va romandre a la desembocadura del riu Suan - Nelba (Nierbo pels xinesos i Yorbol segons fonts coreanes) és el lloc de naixement del comandant Qing Sharkhuda, que tenia un quarter general a Ningut des de 1653. Com a resultat de les activitats de Sharkhuda, la ciutat de Girin va sorgir a les costes del Sungari (llavors simplement Chuanzhang, és a dir, drassanes, ja que en aquest lloc els manxús van construir els seus vaixells de guerra per lluitar contra els cosacs russos). Més tard, la residència de Jiangjun s'hi va traslladar des de Ninguta.
A la dècada de 1860, el vaixell de vapor Ussuri es va convertir en el primer vaixell de vapor que va remuntar el Songhua. A finals del segle XIX, una expedició comercial fluvial russa va operar al riu.
De 1949 a 1988, la secció del Songhua des de la font fins a la confluència del riu Nenjiang a la Xina es va anomenar oficialment Segon riu Songhua, un nom que de vegades es pot trobar fins als nostres dies.
El 13 de novembre de 2005 es van produir una sèrie d'explosions en una fàbrica química de la província xinesa de Jilin, que van provocar l'alliberament d'unes 100 tones de substàncies nocives (principalment benzè i nitrobenzè), la qual cosa va provocar l'aturada del subministrament d'aigua de Harbin. El vessament es va estendre 80 km i finalment va arribar al riu Amur (Heilong) a la frontera entre la Xina i Rússia. La taca de benzè resultant va flotar pel riu. Al principi s'esperava que es causessin danys catastròfics a la naturalesa de tota la regió, fins al mar d'Okhotsk, però les conseqüències van resultar més modestes. L'última vegada que es va registrar la presència de nitrobenzè a l'Amur va ser el 21 de gener de 2006, a la zona del poble de Bogorodskoye, districte d'Ulchsky, territori de Khabarovsk, i a un nivell mínim. Se suposa que algunes de les substàncies nocives es van instal·lar al gel, així com al fons de dos rius, la qual cosa fa que el Sungari i l'Amur siguin desfavorables per a la pesca durant molt de temps.
El 29 de juliol de 2010, com a conseqüència d'una riuada, diversos milers de barrils de productes químics explosius nocius,
El 28 de juliol de 2010, diversos milers de barrils de dues plantes químiques a la ciutat de Jilin de la Xina van causar cremades greus en contacte amb la pell i van caure al riu i van ser arrossegats per les inundacions. Alguns d'ells contenien 170 kg de material explosiu com el trimetilclorosilà i l'hexametildisiloxà. El 2016, la part propera a la ciutat de Jilin va ser afectada per una inundació menor.

## Hidrometria - Mesura de cabal a Jiamusi
El flux del Songhua es va observar durant 29 anys (entre 1939 i 1979) a Jiamusi, una gran ciutat situada a uns 250 quilòmetres aigües amunt de la seva confluència amb el riu Amur.
A Jiamusi, el cabal o mòdul mitjà interanual observat durant aquest període va ser 2.144 m³/s per a una àrea estudiada de 527.795 km², o més o menys 96 % de tota la conca hidrogràfica. El seu cabal és comparable al del Rin al final del seu curs als Països Baixos.
L'aigua que flueix a aquesta zona de captació assoleix així la xifra de 128 mil·límetres anuals, que es pot considerar satisfactòria en una Manxúria relativament poc regada. Les precipitacions mitjanes són baixes i entre 400 mm a l'oest i 800 mm a l'est. Tenen lloc principalment durant l'estiu entre juny i setembre. L'acumulació anual està subjecta a importants variacions d'un any a l'altre amb una relació d'un a tres entre any humit i any sec. El riu s'alimenta principalment, d'una banda, de la fusió de la neu a la primavera, i sobretot, d'altra banda, del monsó d'estiu com a tot arreu de l'Extrem Orient, que hauria de donar dues estacions d'inundació. Però les dues estacions en ser molt properes en el temps es fusionen fins al punt de formar-ne una de sola. El Songhua és, per tant, un curs d'aigua amb un règim típic de pluja-neu que té dues estacions ben marcades. Les aigües altes tenen lloc de maig a octubre inclosos, que correspon al desglaç de les neus seguit del monsó d'estiu-inicis de tardor. A finals d'octubre, el cabal del riu disminueix gradualment, donant lloc al període d'aigua baixa hivernal, que es produeix de desembre a març. Però el riu conserva un cabal força consistent i en general molt regular durant aquest període.
El cabal mitjà mensual observat al febrer (mínim d'aigua baixa) és de 501 m³/s, és a dir, una dècima part del cabal mitjà del mes d'agost (5.010 m³/s), fet que testimonia les variacions estacionals d'amplitud força grans. Durant el període d'observació de 29 anys, el cabal mensual mínim va ser de 132 m³/s (febrer de 1979), mentre que el cabal màxim mensual va ser de 11.800 m³/s (agost de 1956).

## Navegabilitat
El riu és navegable per a vaixells de mida mitjana fins al riu Hulan prop de Harbin. Per als vaixells més petits, el Songhua és navegable fins a Jilin i, a través del riu Nen, fins a Qiqihar.

## Bibliografiа
- National Geographic Atlas of China, 2008, p. 36. ISBN 9781426201363.

- Hsu, Angel; Miao, William. «28,000 Rivers Disappeared in China: What Happened?». The Atlantic, 29-04-2013. [Consulta: 14 setembre 2018].

- «The State of Religion in China». Council on Foreign Relations. [Consulta: 13 octubre 2018].

- «This fascinating map shows the new religious breakdown in China». Business Insider. [Consulta: 13 octubre 2018].

- Fitzpatrick, John. 1992. "The Middle Kingdom, the Middle Sea, and the Geographical Pivot of History". Review (fernand Braudel Center) 15 (3). Research Foundation of SUNY: 477–521. https://www.jstor.org/stable/40241233.

- Bisher, Jamie. Routledge. White Terror: Cossack Warlords of the Trans-Siberian, 2006. ISBN 1135765952 [Consulta: 24 abril 2014]. also ISBN 1135765960

- Hugh Chisholm. Encyclopædia Britannica (en anglès). 11a ed.  Cambridge University Press, 1911.

- Forsyth, James. Cambridge University Press. A History of the Peoples of Siberia: Russia's North Asian Colony 1581-1990, 1994. ISBN 0521477719 [Consulta: 24 abril 2014].

- Kang, Hyeokhweon «Big Heads and Buddhist Demons: The Korean Military Revolution and Northern Expeditions of 1654 and 1658». Emory Endeavors in World History, pàg. 1–22 [Consulta: 10 març 2014].

- Kim 金, Loretta E. 由美 «Saints for Shamans? Culture, Religion and Borderland Politics in Amuria from the Seventeenth to Nineteenth Centuries». Central Asiatic Journal. Harrassowitz Verlag, 2012–2013, pàg. 169–202. JSTOR: 10.13173/centasiaj.56.2013.0169.

- McAleavy, Henry. "China and the Amur Provinces" History Today (June 1964) 14#6 pp. 381–390.

- Stephan, John J. Stanford University Press. The Russian Far East: A History, 1996. ISBN 0804727015.

- Thubron, Colin. The Amur River: Between Russia and China.  Londres: Chatto & Windus, 2021.

- Ziegler, Dominic. Black Dragon River: A Journey Down the Amur River Between Russia and China, 2015.